# El Rubio
El Rubio település Spanyolországban, Sevilla tartományban. El Rubio Marinaleda, Estepa, Osuna és Écija községekkel határos. Lakosainak száma 3290 fő (2024).

## Népesség
A település népessége az elmúlt években az alábbi módon változott:
| Lakosok száma | 3700 | 3586 | 3548 | 3587 | 3573 | 3520 | 3457 | 3408 | 3352 | 3290 |
|               | 2001 | 2004 | 2007 | 2009 | 2012 | 2014 | 2017 | 2019 | 2022 | 2024 |